# SOUND PEACE
合同会社SOUND PEACEは、日本のレコード会社、アーティストマネジメント事務所、音楽・映像制作プロダクション。

## 特徴
代表社員の浅井透は中国を拠点に活動をしており、中国の大人気オーディション番組「超級面接」にレギュラー審査員として出演するなど、中国エンターテイメント業界との深いつながりを強みとしている。中国遼寧省大連市にて開催の「中国（大連）服飾紡績博覧会 / 大連ガールズコレクション」において日本人初のプロデューサーに就任、また北京現代音楽研修学院の客員教授に就任するなど、中国エンタテインメント界への進出を積極的に行うと同時に、台湾・米国の歌手・王力宏のアルバム作品の日本公式版リリースを手掛けるなど、中華圏の音楽コンテンツの輸入にも力を入れている。

## 事業内容
- 音楽関連ライセンス事業（海外・国内）
- 音楽原盤制作
- 海外音楽コンテンツの国内流通
- アーティストマネジメント

## 所属プロデューサー・アーティスト
- DJkamikaze（浅井透） - 音楽プロデューサー、DJ、大学教授
- nao - 音楽プロデューサー、作曲家、編曲家

## 提携プロデューサー・アーティスト
- 星島裕樹 - 音楽プロデューサー
- HΛL - 音楽プロデューサー、作曲家、編曲家
- 守尾崇 - 作曲家、編曲家、キーボーディスト
- 田辺恵二 - 音楽プロデューサー、作曲家、編曲家

## 業務提携先
- ドワンゴ
- 学校法人イーエスピー学園
- 北京現代音楽研修学院[3]
- 大連天姿
- 世紀華亜投資株式会社

## 所属団体
- 日本音楽著作権協会（JASRAC）
- 一般財団法人音楽産業・文化振興財団（PROMIC）